# Avigayil
Avigayil, ou Abigail, en hébreu : אֲבִיגַיִל, est un avant-poste israélien, implanté en Cisjordanie. Administrativement, il fait partie du conseil régional de Har Hebron, dans le district de Judée et Samarie.
Il est situé à proximité de la colonie Ma'on (en) et du village palestinien de Susya.
L'avant-poste est établi en octobre 2001, par un groupe de soldats démobilisés, de Tsahal. Immédiatement après que le groupe ait aménagé sur le terrain, la Justice israélienne ordonne un gel de tous les travaux de développement du site, jusqu'à ce qu'une décision officielle puisse être prise concernant le statut du terrain. En 2003, Avigayil est l'un des 22 avant-postes devant être détruits. En 2014, le ministre israélien de la Défense, Moshe Ya'alon annonce que les procédures pour légaliser l'avant-poste, sont en progrès.

## Situation juridique
En application de la IVe Convention de Genève dans les Territoires palestiniens, la communauté internationale, considère comme illégales, les colonies israéliennes de Cisjordanie, au regard du droit international mais le gouvernement israélien conteste ce point de vue.

## Source de la traduction
- (en) Cet article est partiellement ou en totalité issu de l’article de Wikipédia en anglais intitulé « Avigayil » (voir la liste des auteurs).